# Облачково
Облачково (пол. Obłaczkowo, нім. Kringeln) — село в Польщі, у гміні Вжесня Вжесінського повіту Великопольського воєводства.
Населення — 643 особи (2011).
У 1975-1998 роках село належало до Познанського воєводства.

## Демографія
Демографічна структура станом на 31 березня 2011 року:
|          | Загалом | Допрацездатний вік | Працездатний вік | Постпрацездатний вік |
| -------- | ------- | ------------------ | ---------------- | -------------------- |
| Чоловіки | 309     | 54                 | 232              | 23                   |
| Жінки    | 334     | 63                 | 209              | 62                   |
| Разом    | 643     | 117                | 441              | 85                   |